# Homolobus australiensis
Homolobus australiensis är en stekelart som först beskrevs av Nixon 1938.  Homolobus australiensis ingår i släktet Homolobus och familjen bracksteklar. Inga underarter finns listade i Catalogue of Life.